# Miyabi Natsuyaki
Miyabi Natsuyaki (夏焼雅 Natsuyaki Miyabi?) nació el 25 de agosto de 1992 en Prefectura de Chiba, Japón. Es una cantante de J-Pop,  fue miembro de los grupos Berryz Kōbō, Buono! y Hello! Project Kids.

## Perfil
- Apodos: Miya, Miyabi, Miiya
- Altura: 160.3 cm
- Canción de la audición: "Souda! We're ALIVE" (Morning Musume)
- Grupos en Hello! Project:
  - Hello! Project Kids
  - Aa! (2003)
  - Berryz Koubou (2004–)
  - Buono! (2007–)
  - Hello! Project Mobekimasu (2011–2013)
  - Hello! Project MobekisuJ (2013–)
  - BeriKyuu (2011–)
  - DIY (2012-)
  - Mellowquad (2013-)
- Grupos de conciertos:
  - Hello! Project Shirogumi (2005)
  - Wonderful Hearts (2006–)
- Shuffle Units:
  - H.P. All Stars (2004)
  - Sexy Otonajan (2005)
- Otros grupos:
  - Little Gatas (2004–2007)
  - Gatas Brilhantes H.P. (2007–2008)
  - Ex-ceed! (2010)

## Historia
Miyabi Natsuyaki se unió a Hello! Project en 2002 como una de las quince Hello! Project Kids. En 2003, formó parte de la unit Aa!, junto con Airi Suzuki y Reina Tanaka. En 2004, Miyabi fue una de las ocho escogidas para formar el grupo Berryz Kōbō. A menudo, Miyabi es la vocalista principal de la mayoría de singles de Berryz Kōbō. Además, desde 2007, Miyabi forma parte de la unit Buono!, junto a Momoko Tsugunaga de Berryz Kōbō y Airi Suzuki de Cute. 
Miyabi fue miembro de Little Gatas y se unió a Gatas Brilhantes H.P. en 2007.

## Solo Photobooks
- MIYABI - Natsuyaki Miyabi First Solo (MIYABI―夏焼雅ファーストソロ?) - 31 de mayo de 2007

## Digital Photobooks
- Berryz Koubou in Hawaii (Berryz工房 in HAWAII (Miya Version)?) - 7 de agosto de 2009
- Rainbow Berryz (虹色ベリーズ (Miya Version)?) - 8 de marzo de 2011

## Concert Photobooks
- Hello! Project 2012 WINTER Hello Pro Tengoku Live Shashinshū ~Rock-chan & Funky-chan~ ({{{2}}}?) - 30 de marzo de 2012

## Trabajos

### Películas
- 2002 - Koinu Dan no Monogatari (仔犬ダンの物語?)
- 2004 - Promise Land ~Clovers no Daibouken~ (Promise Land ～クローバーズの大冒険?)
- 2011 - Gomennasai (ゴメンナサイ?)

### Dramas de televisión
- 2003 - Little Hospital (リトル・ホスピタル?)

## Curiosidades
- Tiene un hermano pequeño.
- Recientemente, ha dicho que sus comidas favoritas son los helados  y los dónuts, que su estación favorita es el verano y que su encanto son sus pequeñas orejas.
- Sus artistas favoritos son UNJASH y EXILE.
- Le encanta coleccionar cosas rosas y animadas.
- En el último DVD magazine de Berryz Kobo, Miyabi afirmó que quiere ir al extranjero con todas de Berryz Kōbō.
- Ha dicho que a menudo le cuesta aprenderse los bailes y que llora cuando se equivoca en los pasos de baile.
- Dentro de Berryz Kōbō, es particularmente cercana a Saki Shimizu y Risako Sugaya.